# Stefanie Schwaiger

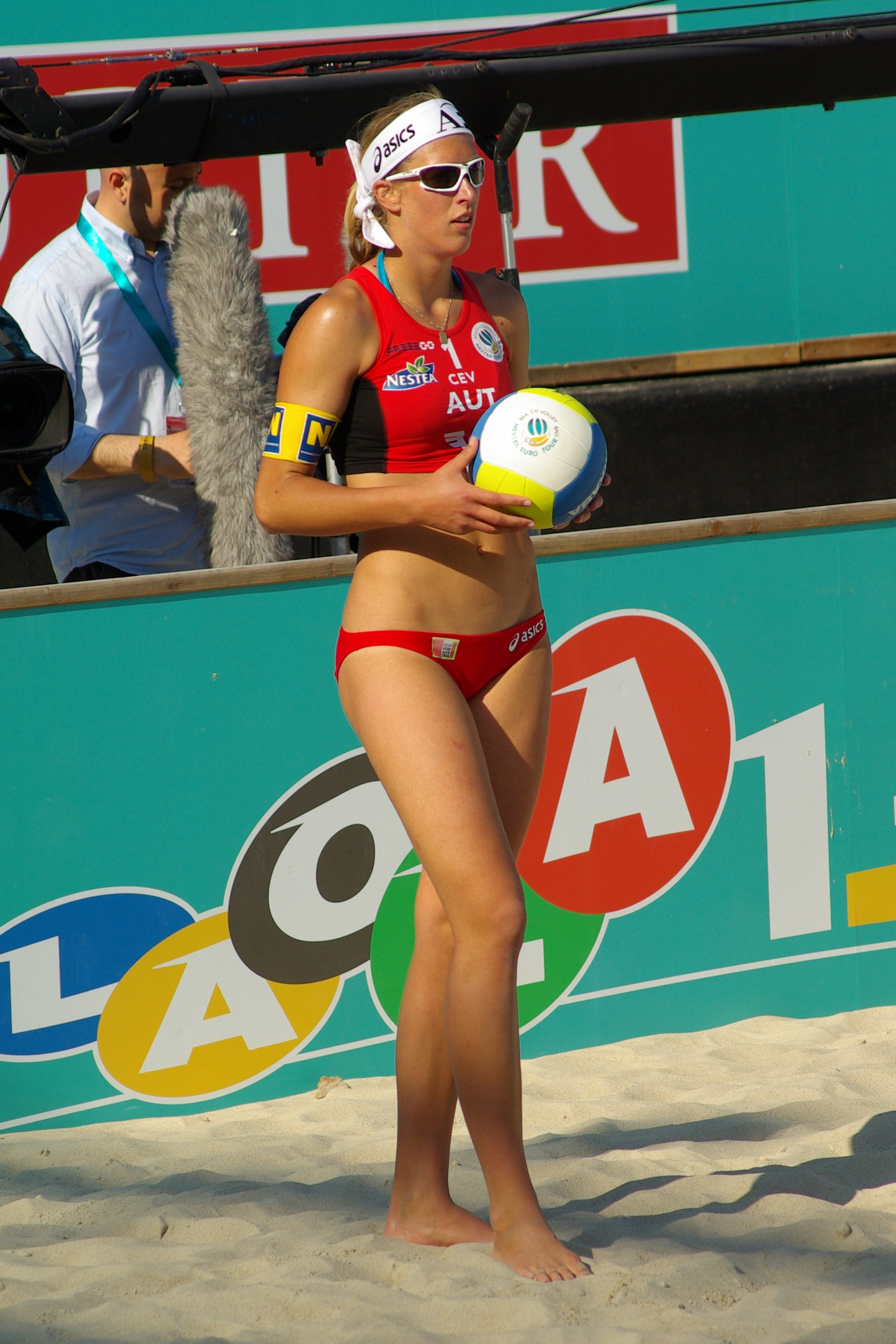
Schwaiger en los Másters de Austria 2008.

Stefanie Schwaiger (Allentsteig, 7 de agosto de 1986) es una deportista austríaca que compitió en voleibol, en la modalidad de playa. En toda su carrera compitió haciendo pareja con su hermana Doris.
Ganó una medalla de oro en el Campeonato Europeo de Vóley Playa de 2013. Participó en dos Juegos Olímpicos de Verano, Pekín 2008 y Londres 2012, ocupando el quinto lugar en ambas ocasiones.

## Palmarés internacional
| Campeonato Europeo | Campeonato Europeo    | Campeonato Europeo | Campeonato Europeo |
| Año                | Lugar                 | Medalla            | Pareja             |
| ------------------ | --------------------- | ------------------ | ------------------ |
| 2013               | Klagenfurt ( Austria) | Medalla de oro     | Doris Schwaiger    |